# كريس رينيه
كريس رينيه (بالإنجليزية: Chris Rene)‏ هو مغن مؤلف أمريكي، ولد في 25 ديسمبر 1982 في سانتا كروز في الولايات المتحدة.

## وصلات خارجية
- الموقع الرسمي